# 池上通信機

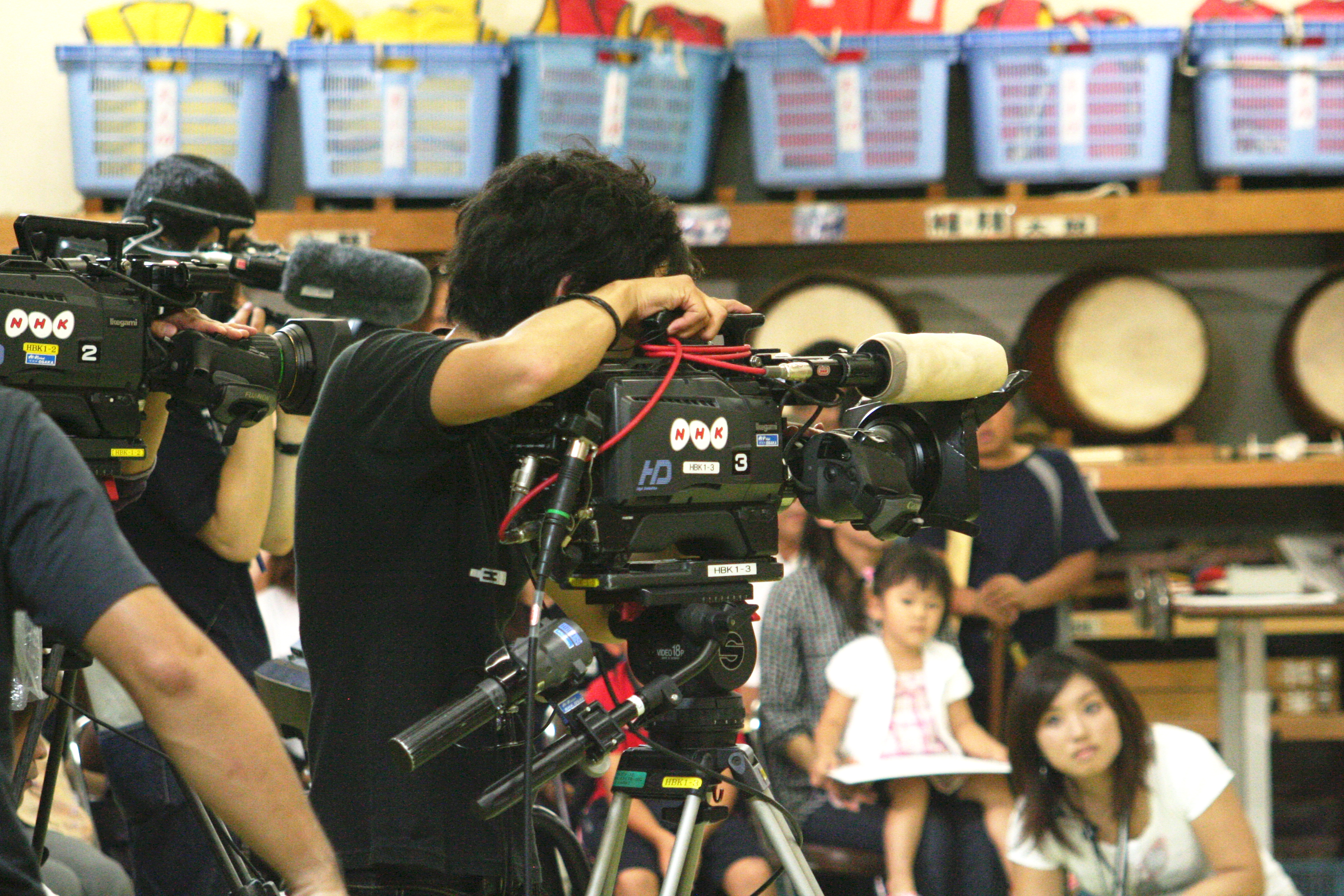
池上通信機のテレビカメラで撮影を行う日本放送協会のスタッフ。

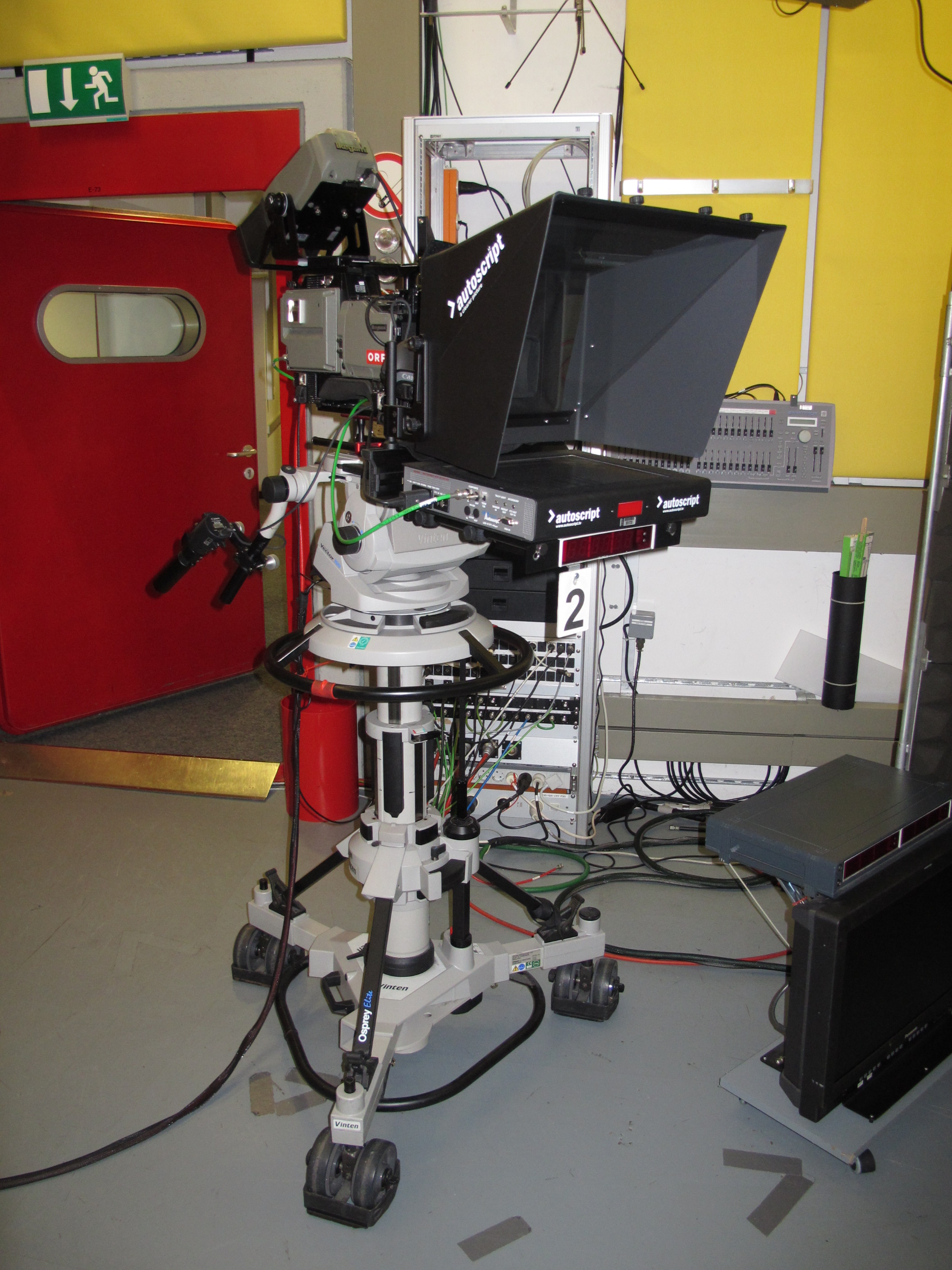
オーストリア放送協会で使われている、池上通信機製カメラおよびプロンプター

池上通信機株式会社（いけがみつうしんき、Ikegami Tsushinki Co., Ltd. ）は、日本の業務用放送機器・通信機器メーカー。東証スタンダード上場。本社は東京都大田区池上で、1946年（昭和21年）に斎藤公正が創立。

## 概要
放送業務用のビデオカメラやモニター・伝送機器などが主力。放送用機器はエミー賞を4回受賞するなど、世界的に評価されており、世界の放送局で使われている。放送中継車の開発・納入も、2015年までに800台の実績があるなど、得意としている。NHKとの関係も深い。他に業務用セキュリティカメラ、医療用カメラ、錠剤検査装置なども製造する。

## 歴史
池上通信機は、1960年代に世界初の4 1/2インチイメージオルシコン搭載テレビ放送用ハンドヘルドカメラを発表した。そのカメラは、1962年2月のNASAにとって初の地球周回有人宇宙船ミッションであるフレンドシップ7号のドキュメンタリーをアメリカのCBSが撮影する際に使われた。

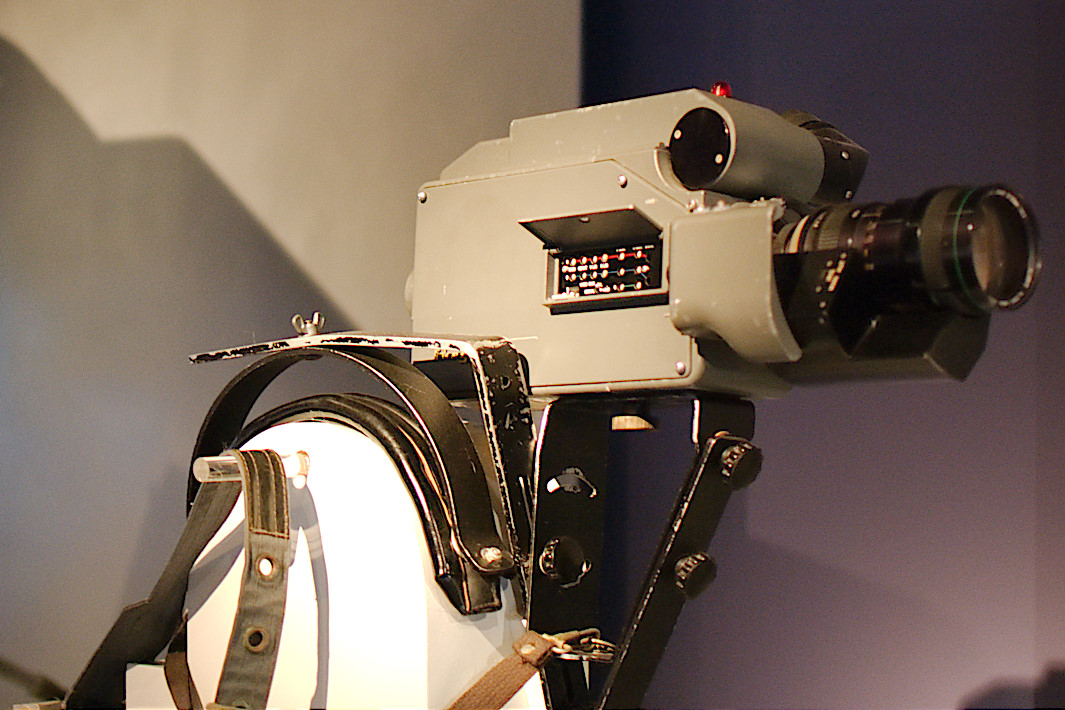
HL-33

当社は1972年に、ENG用で世界初のポータブル・カラー・ビデオカメラである「HL-33」を発表した。それまでは放送局が現場で取材する場合、16mmフィルムで撮影してそれを現像してからしか映像を放送に乗せることができなかったが、HL-33は、ビデオレコーダーと組み合わせることで、撮影した映像を迅速に放送に乗せることを可能にした。
その後に発表されたカメラ「HL-51」は、世界の放送業界で、ENG用途に加えて、屋外撮影用の機材としても一般的なものとなった。

### 歴代の放送用カメラ
歴代の、特に重要な機種について解説する。最初に機種名、次に特徴、その後にエピソードなどを書く。それ以外の順番では書かない。
- HL−35（NHK−1型）やHL-37 -ベースステーションという名の電源ボックスが必要で、CCUによる技術者の操作が必要なスタジオハンディー。プロレスやボクシング中継で使用された。
- HL-77 - 純粋なバックパックレス機。3/4ポータブルVTR。

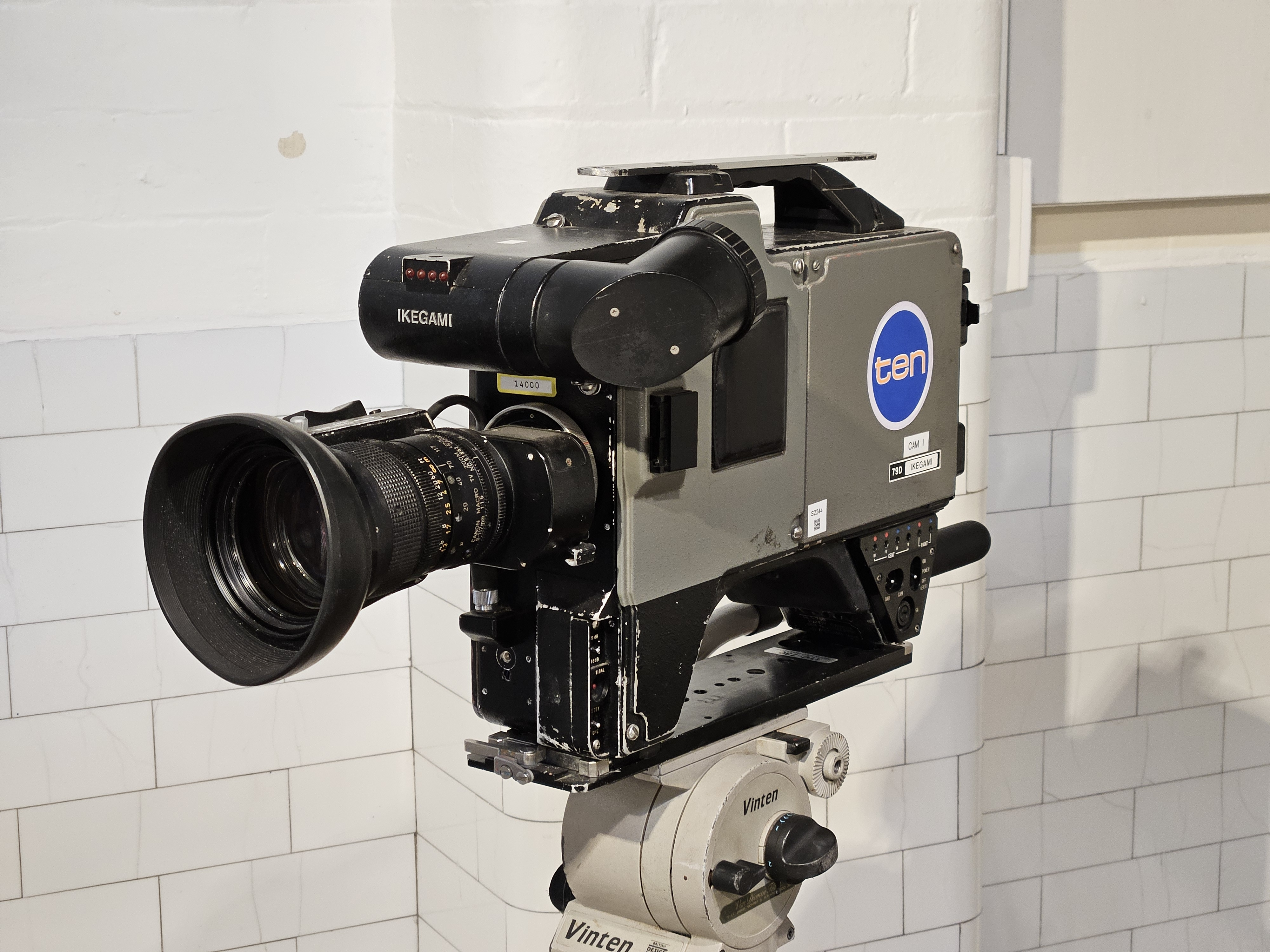
HL-79。西オーストラリア州のワイヤレス・ヒル・ミュージアムの展示品

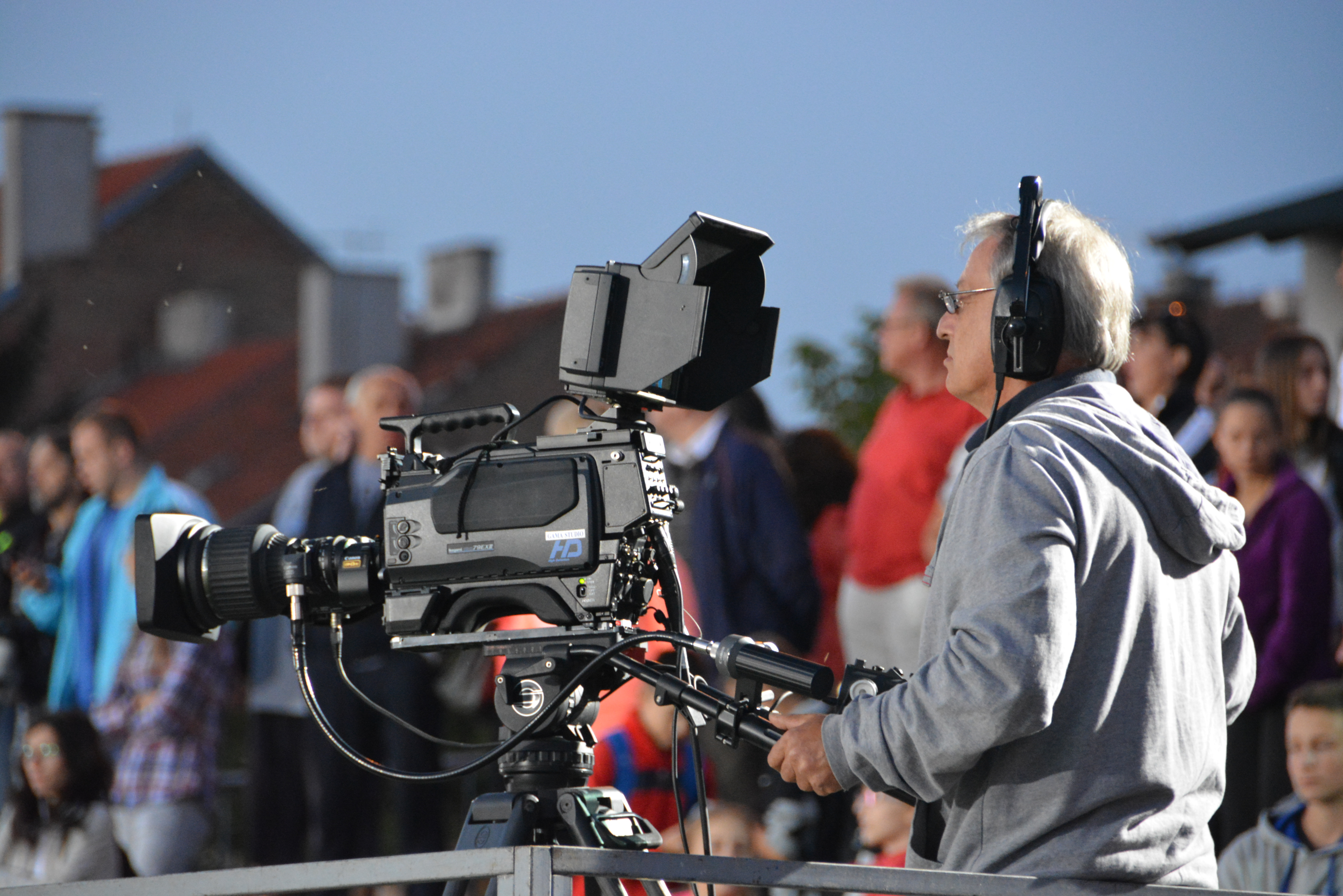
79-EXII。2015年、クロアチア・ザグレブにて

- HL-79E - 三管式ハンディカメラシリーズ。逆光でも被写体が潰れにくく屋外撮影に使えたので、ENGの他、テレビドラマのロケーション撮影に使われていた。業界人からは「ななきゅう」と呼ばれた。
- HL-95 UNICAM - 79Eの性能でドッカブルタイプとして登場した。池上通信機最後の撮像管式カメラ。
- HL-V55 - 2/3FIT CCD（42万画素）搭載のベータカム。SP VTR一体型カメラレコーダー（すなわち当時としては画期的な、最初からビデオレコーダーが一体化されたカメラ）。消費電力24Wと省電力。当時の放送用カメラとしてはコンパクトで軽量で、本体4.8kg。VF、レンズ、バッテリー含めて6.9kg[2]。当時の最新技術を投入し、約40万画素FIT型CCD採用により、水平解像度700本以上を実現し、スローシャッターも可能。色温度変更スイッチもあり、わざわざ色フィルターを用意し交換しなくても、屋外（自然光）撮影と屋内（蛍光灯下など）撮影を一瞬で切り替えられるようになった。当時の高性能カメラである上に「肩に担いだ時のバランスが良く、違和感が無い」などとカメラマンたちから評価され、日本の全ての放送局で使われ、アメリカ3大TVネットワークでも使われた。1990年の発売当時、レンズ抜きで600万円で、基本的なレンズを加えると当時720万円ほどだった。『タモリ倶楽部』では17年間の長きに渡り中島せいやカメラマンに担がれ撮影に使われ、ついに故障した2009年には、「HL-V55の修理」という特集回が企画され池上通信機の社員も複数名登場したが、池上側から修理代は1台80万円、2台で160万円と言われ、予算が乏しいタモリ倶楽部では修理を諦め、「名機V55お別れ会」に企画変更し、2009年10月17日に放送された[3][4]。
- Editcam - 池上が独自開発したカメラで、FieldPakと命名されたHDD又はフラッシュメモリ型のオリジナルリムーバブルカセットを使う
- GFCAM（GF series）HDS-V10 - 東芝と共同開発したフラッシュメモリのパック（GFPAK）に記録する、テープレスのビデオカメラ。GF seriesと呼称するフォーマットはMPEG2 HDで、50Mbpsと100Mbpsのスイッチャブル。フルHD対応。本体重量4.5kg。カメラは池上通信機が製造し、メモリーパックやレコーダー、プレーヤーは東芝が製造した。2009年当時360万円だった。

### 受賞歴
エミー賞（技術開発部門）4回
- 1981年　カラースタジオカメラの自動調整コンピュータ
- 1983年　カラーカメラ（EC-35）の技術開発
- 1994年、「スキンディテール」
- 2010年　放送用テープレス記録システム

### 年譜
- 1946年（昭和21年）9月 - 池上通信機材製作所を創設、通信機用小型変圧器、電源機器等の製造開始。
- 1948年（昭和23年）2月 - 池上通信機材製作所に組織変更。
- 1949年（昭和24年）8月 - NHK総合技術研究所の指導を受け、周波数特性自動記録装置、テレビジョンスタジオ装置用部品を開発、製造販売開始。
- 1951年（昭和26年）1月 - 商号を「池上通信機」に変更。
- 1958年（昭和33年）4月 - 川崎工場新設、テレビジョン放送機器および音声機器の製造開始。
- 1960年（昭和35年）9月 - 水戸工場新設、電源装置、測定機器等の製造開始。
- 1961年（昭和36年）5月 - 藤沢工場新設、工業用テレビジョン機器および小型変圧器の製造開始。
- 1961年（昭和36年）6月 - 東京証券取引所店頭市場に株式公開。
- 1961年（昭和36年）10月 - 東京証券取引所市場第二部に株式上場。
- 1964年（昭和39年）12月 - 米国法人イケガミ エレクトロニクス インダストリーズ インコーポレーテッド オブ ニューヨーク（連結子会社）設立。
- 1969年（昭和44年）4月 - 宇都宮工場新設し、工業用テレビジョン機器等の製造開始。
- 1970年（昭和45年）8月 - 池上工場新設し、テレビジョンカメラ部門等を川崎工場より移行
- 1971年（昭和46年）- カラーカメラを開発、NHKや民放各社に納入。
- 1975年（昭和50年）3月 - 米国法人イケガミ エレクトロニクス インダストリーズ インコーポレーテッド オブ ニューヨークの商号をイケガミ エレクトロニクス（ユー、エス、エイ）インコーポレーテッドに改める。
- 1976年（昭和51年）1月 - 西ドイツ駐在員事務所を開設。
- 1980年（昭和55年）12月 - 西ドイツ法人イケガミ エレクトロニクス（ヨーロッパ）GmbH（連結子会社）を設立し、駐在員事務所廃止。
- 1984年（昭和59年）2月 - 東京証券取引所市場第一部に株式を指定替え上場。
- 1991年（平成3年）5月 - 株式会社テクノイケガミを設立。
- 1992年（平成4年）4月 - 池上エルダー株式会社を設立。
- 1993年（平成5年）11月 - 株式会社アイテムを設立。
- 1999年（平成11年）10月 - 藤沢事業所の業務を池上工場に統合。
- 2000年（平成12年）4月 - 川崎工場の業務を湘南工場に全面移転。
- 2003年（平成15年）2月 - 水戸工場の業務を宇都宮工場に統合。
- 2007年（平成19年）- 東芝と資本提携締結。
- 2010年（平成22年）
  - 1月 - 池上エルダーを清算。
  - 4月 - 池上工場と宇都宮工場を統合。
- 2012年（平成24年）
  - 4月 - 株式会社テクノイケガミを連結の範囲に追加。
  - 10月 - 宇都宮プロダクトセンターの一部製品の生産機能をテクノイケガミへ移管。
- 2013年（平成25年）- 東芝の保有する株式を買い取り資本提携解消。
- 2014年（平成26年）4月 - シンガポール法人Ikegami Electronics Asia Pacific Pte.Ltd.設立。
- 2022年（令和5年）4月 - 東京証券取引所の市場再編に伴い、市場第一部からスタンダード市場に移行。

## 現在の主力製品
スタジオ用機器・装置
- UHKシリーズ - 4Kのスタジオカメラやポータブルカメラ[5]
- UHLシリーズ - マルチパーパスカメラ[5]
- HQLMシリーズ - 放送業務用モニター[5]
- DVUシリーズ - 放送業務用のボード型機能ユニット。AVDL・フレームシンクロナイザ、解像度変換アップコンバータ、解像度変換ダウンコンバータ、4分割画面機能、3D-LUT機能など、機能別のユニットを提供している。
- MuPSシリーズ - スイッチャ[5]

無線伝送・光伝送機器
- PFシリーズ、PPシリーズ - FPU

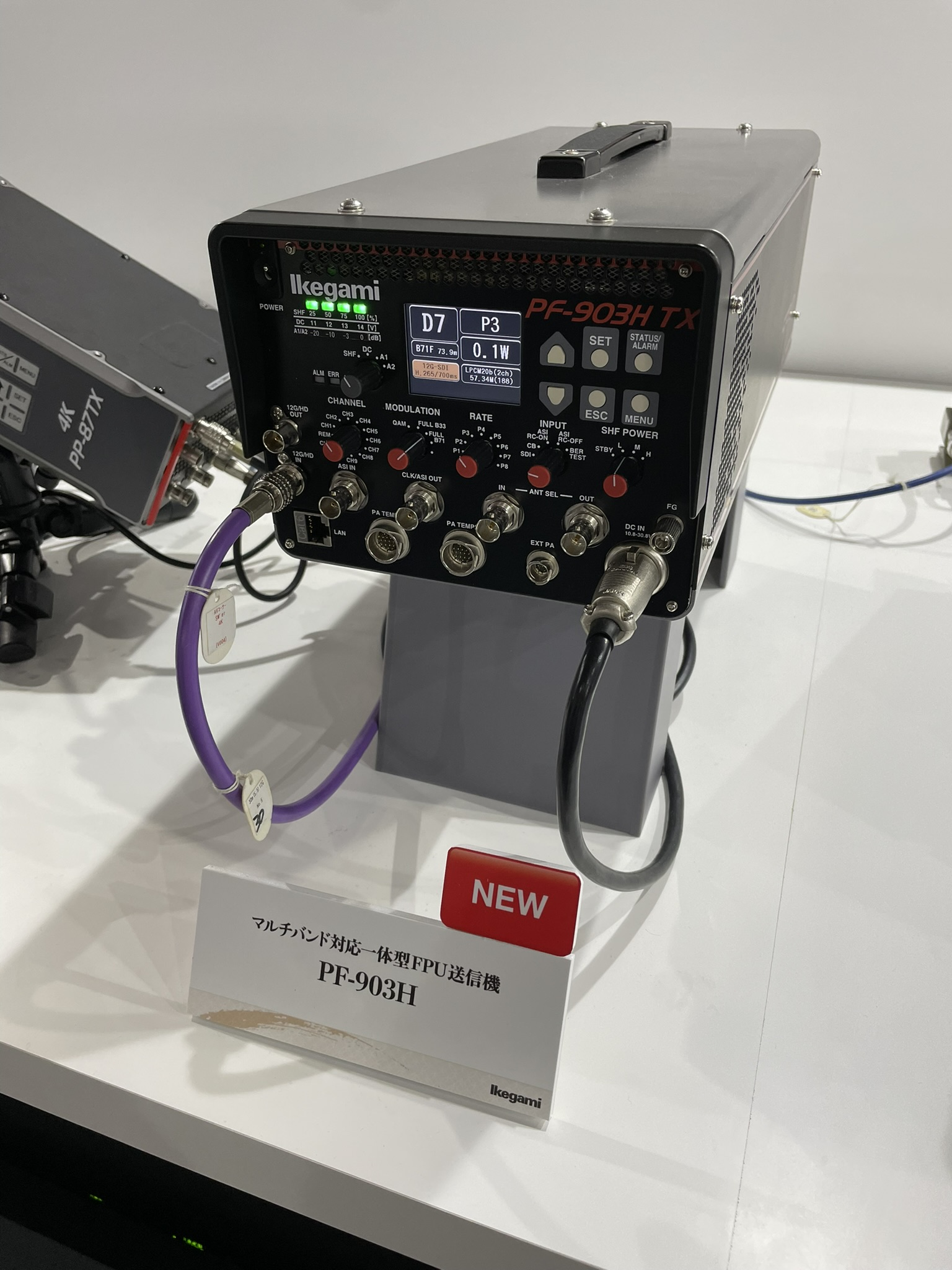
PF-903H。FPU
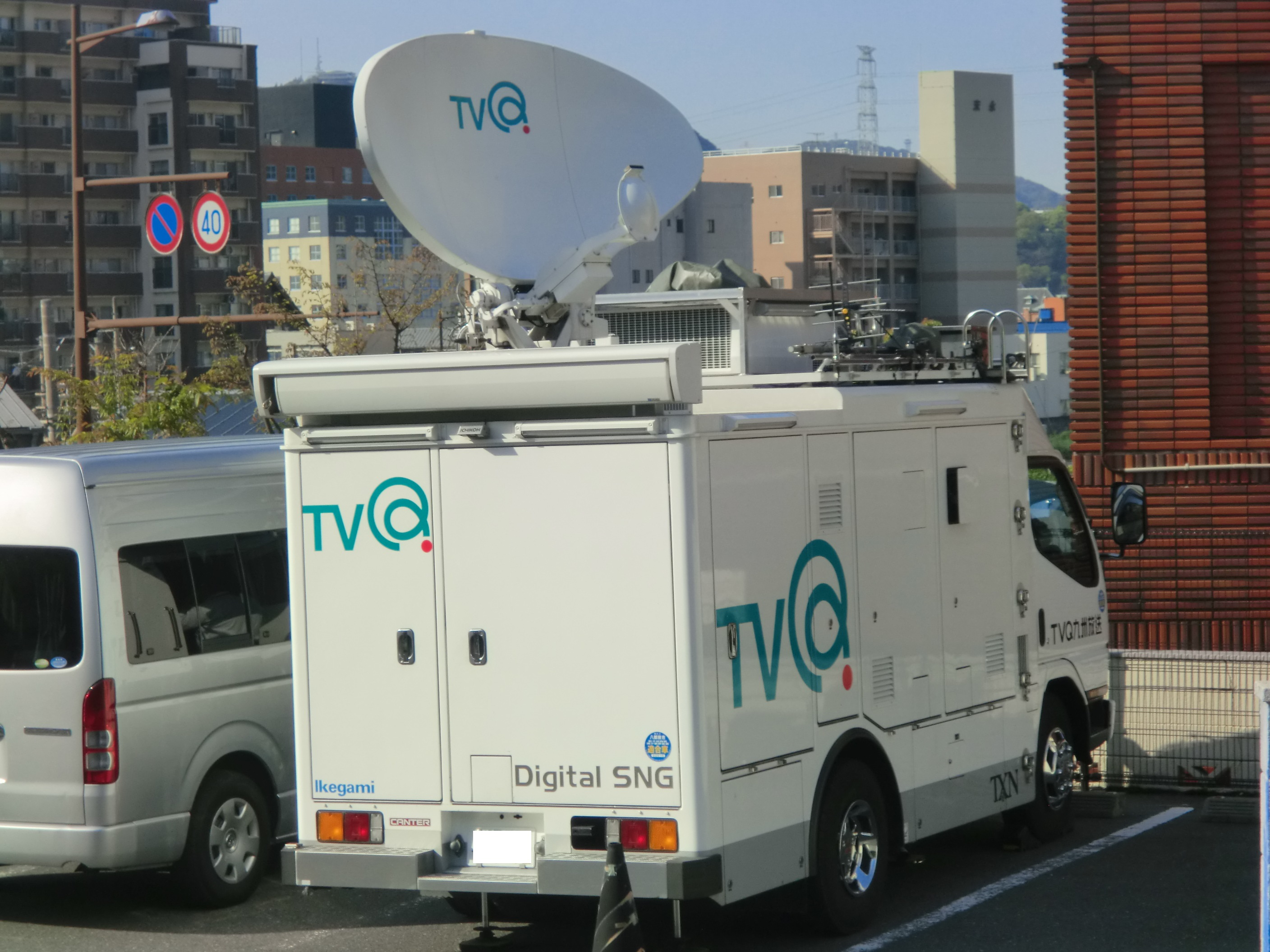
池上通信機製の中継車

## 拠点
役割と所在地のみ記載。各拠点へのアクセス方法や電話番号など詳細については当社のウェブサイト該当ページを参照のこと。

### 本社

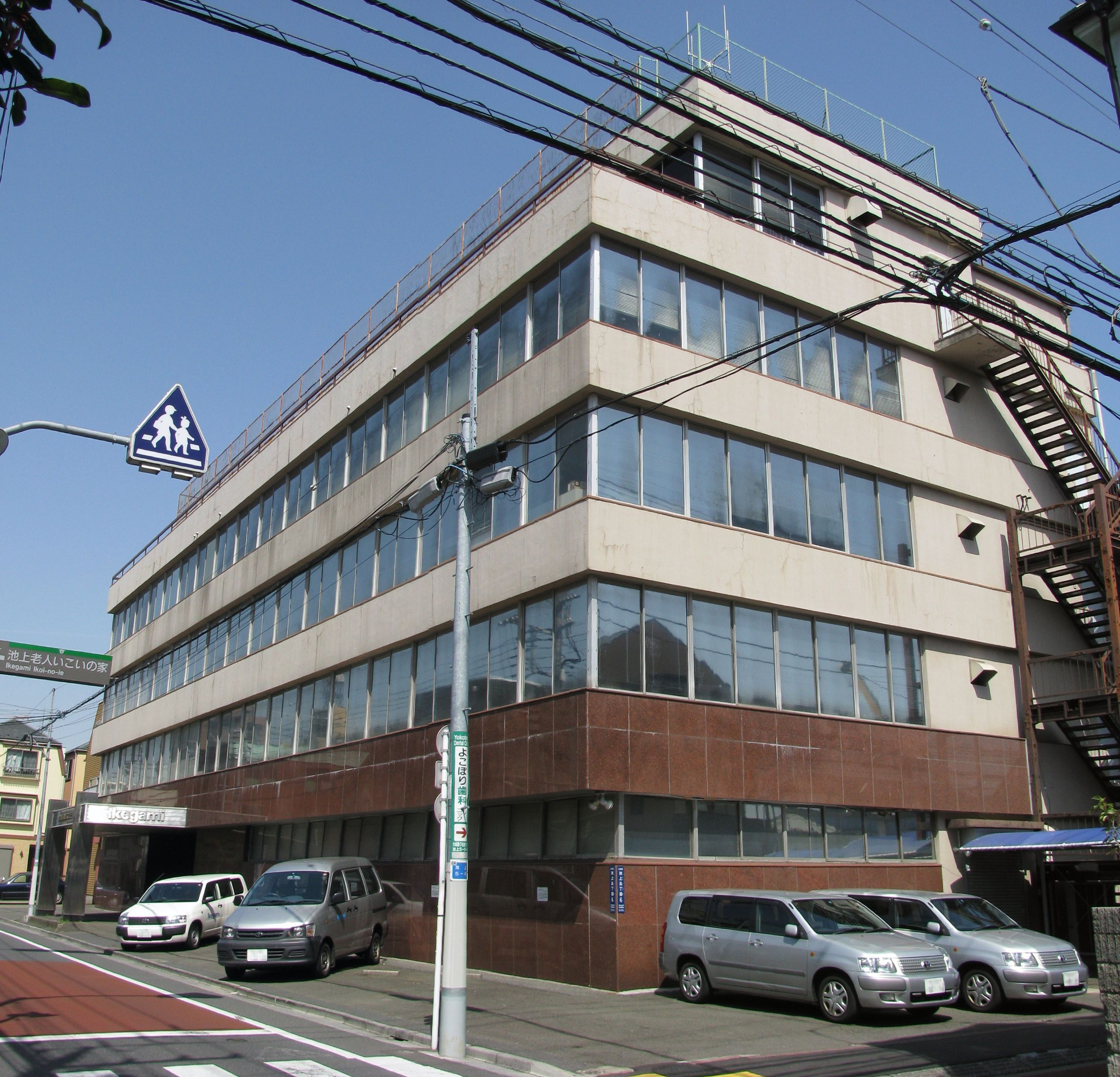
池上通信機本社（東京都大田区池上）

- 本社　〒146-8567 東京都大田区池上 5-6-16

本社機能を担う。営業・マーケティング本部も置かれている。

### 支店および営業所
- 大阪支店   〒564-0052　大阪府吹田市広芝町9-6 第1江坂池上ビル
- 名古屋支店 〒465-0051　愛知県名古屋市名東区社が丘1-1506 加藤第2ビル
- 富山営業所 〒930-0004　富山県富山市桜橋通り3-1　富山電気ビルディング　本館2F
- 福岡営業所 〒812-0016　福岡県福岡市博多区博多駅南3-7-10 STビル4F
- 仙台営業所 〒983-0869　宮城県仙台市宮城野区鉄砲町西1-14 富士フイルム仙台ビル6F
- 札幌営業所 〒060-0031　北海道札幌市中央区北1条東2丁目5-2 札幌泉第2ビル5F

### 開発・製造拠点

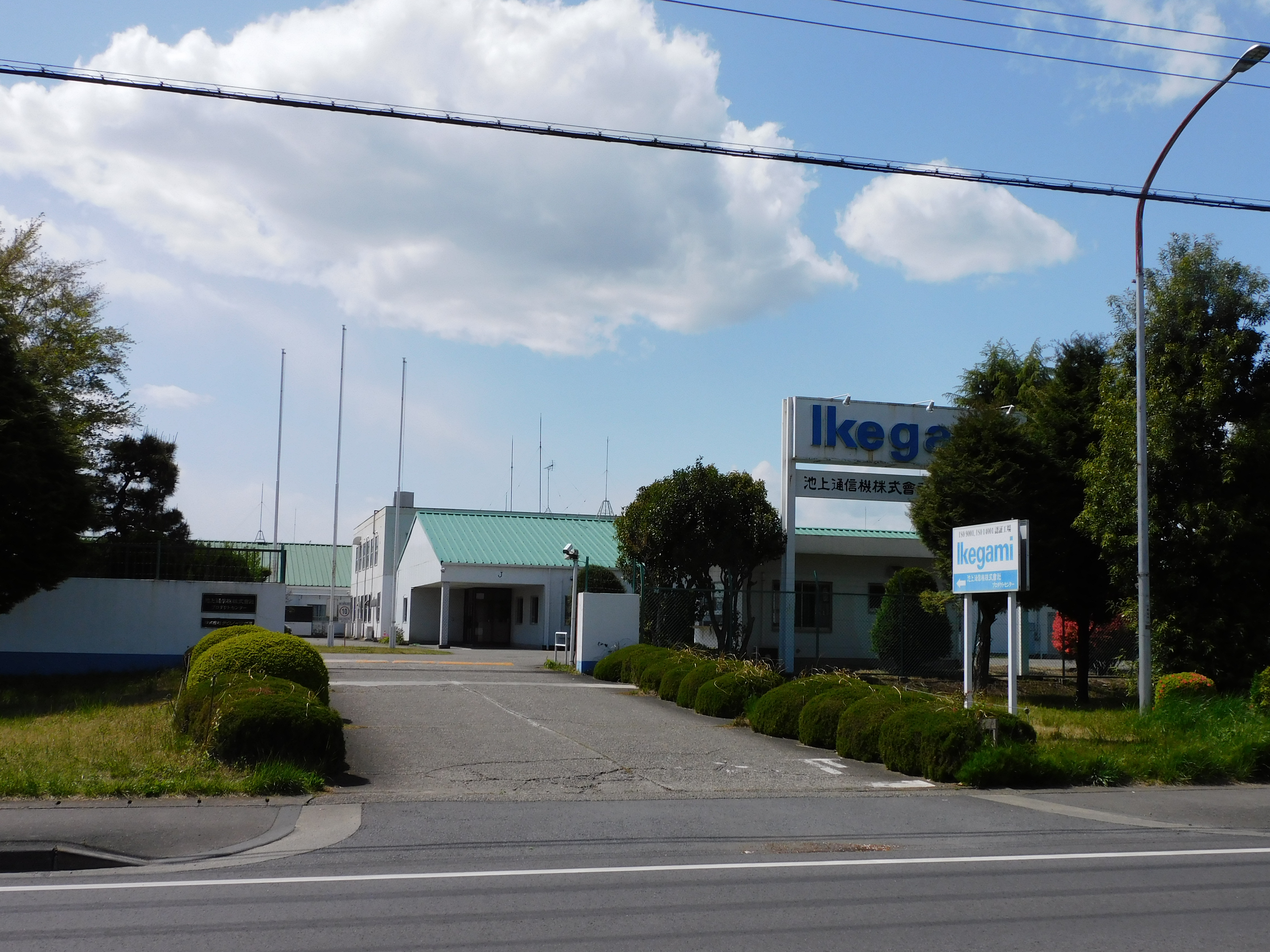
プロダクトセンター（栃木県宇都宮市）

- プロダクトセンター 〒321-0905　栃木県宇都宮市平出工業団地41-2

当社の主要４事業である放送・セキュリティ・メディカル・検査装置に係わる製品を設計、製造している。
- システムセンター 〒251-8513　神奈川県藤沢市小塚400

放送システム事業の基幹工場。主にスタジオサブシステム、中継車システム、伝送システムなどを生産しており、その他にもスイッチャー、無線伝送装置などの単体機器の開発・製作を行っている。1961年5月に藤沢工場として新設。以前は湘南工場と呼ばれていたこともある。2024年3月、当システムセンター内に新たに南館（予定延床面積：3,056㎡、工事着工予定：2024年9月、竣工予定：2025年12月、稼働開始予定：2026年1月）を新設することを発表し、当システムセンター内のスペースを拡充することで、これまで神奈川県川崎市の塩浜事業所でも行っていた一部の生産をここに移し生産効率を上げる。

### 海外拠点
- 中華人民共和国：北京事務所 -北京市朝阳区
- アメリカ合衆国：Ikegami Electronics （U.S.A.）,Inc.（Headquarters） - ニュージャージー州
- 欧州：Ikegami Electronics （Europe） GmbH（Headquarters） - ドイツ・ノイス市
- アジア・パシフィック:Ikegami Electronics Asia Pacific Pte.LTD.(Headquarters) -シンガポール

## 主要株主
2024年9月現在、主要株主の筆頭から第4位の持ち株数（千株単位）および持ち株比率（%）は次のようになっている。
- 1 池上通信機従業員持株会 	株数225 	割合3.52
- 2 日本マスタートラスト信託銀行株式会社（信託口）	株数198 	割合3.09
- 3 池上通信機取引先持株会 	株数184 	割合2.88
- 4 豊嶋　唯充 	株数169 	割合2.64

主要株主の変遷の歴史
なお2007年7月に、放送用映像製作・編集システム事業の強化を目的として東芝と資本提携し、その後一旦、東芝が当社の発行済み株式の20.0%を保有し、東芝の関連会社（持分法適用会社）になったことがあったが、2013年に自己株式取得を目的として東芝の保有する大部分を買収する、という出来事があった。
当社は2007年に買収対抗作（大規模買い付けルール）を制定した。

## 逸話
かつては両替機を製造していたこともある。
1981年に任天堂からアーケードゲーム「ドンキーコング」の基板プログラミングの仕事を受け、それを行ったがその後、任天堂とこの件で訴訟沙汰となり、和解としているが実質絶縁となり、後にセガ向けゲーム「ティップタップ（コンゴボンゴ）」の開発を行う事となった。詳しくは当該項目参照。

### TV CM
当社は業務用の装置のメーカーなので、一般人向けのテレビ放送ではCMを基本的には流さないが、かつて福島県や石川県など主に北日本の地域の放送局で当社の企業イメージCMを放送していたこともあった。1991年正月に放送された同社のテレビCMでは、ニュース映像としてミハイル・ゴルバチョフも登場した。